# ITV公司
独立电视公司（英語：ITV plc）是一家总部位于英国英格兰伦敦的媒体业公众有限公司。独立电视公司拥有13家区域性独立电视特许经营权持有者（英国全国共有15家）。这些业者组建成独立电视网（ITV），也是英国最历史最久和规模最大的商业地面电视联播网。独立电视网最主要的电视频道独立电视台和电视网同样名为ITV，自开播后就与BBC One争夺全英国最多观众的电视频道地位。
独立电视公司目前于伦敦证券交易所上市交易，是富時250指數的成分股之一。

## 公司历史

### 合併之前

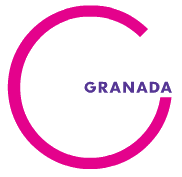
前格拉納達股份的商標

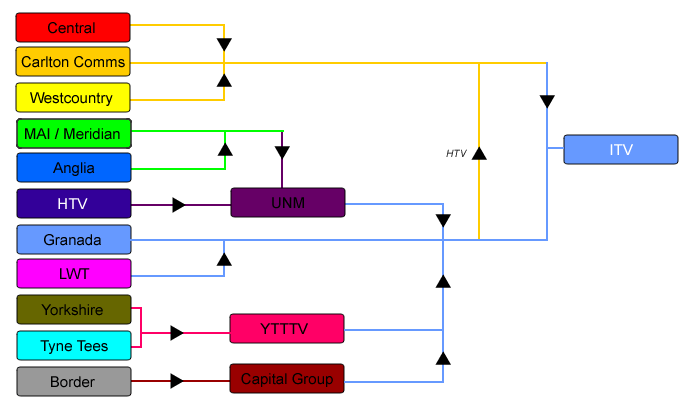
各ITV業者合併入獨立電視公司的過程圖

獨立電視公司是格拉納達股份和卡尔顿通信股份合併的產物。自1993年英國政府放鬆管制後，各ITV業者之間就已經出現合併大潮。
第一波合併潮出現在1992年。當時約克郡電視台併購了泰恩提茲電視台，組建了約克郡-泰恩提茲電視台控股公司。
1994年，擁有中部獨立電視20%股權的卡爾頓通信收購了中部獨立電視剩餘的部分。由於中部獨立電視持有子午線廣播公司20%的股份，卡爾頓因此繼承中部獨立電視在子午線的股權。同年，格拉納達以7.5億英鎊的價格對倫敦週末電視發起敵對收購。子午線廣播的母公司MAI收購了盎格利亞電視台；1996年，在併購《每日快報》所有者聯合報業（United Newspapers）後，MAI更名為聯合新聞和媒體公司（United News & Media）。此後因英國政府放寬一家公司可持有三家ITV業者超過20%的股權，卡爾頓併購了西部電視台、格拉納達併購了約克郡-泰恩提茲控股、聯合新聞和媒體併購了HTV。
未來獨立電視公司的特徵和商業模式亦體現在這些新出現的集團。卡爾頓變更了其併購的電視台名稱，將其全部改為卡爾頓，並制定統一商標。而格拉納達、聯合則保留了其併購業者的名稱。但另一方面，三家公司均合併了這些業者的節目製作部門。
至1990年代末期，英格蘭和威爾斯的ITV特許經營權已集約至三家企業：卡尔顿通信股份、格拉納達股份、聯合新聞和媒體（UNM）。2000年，在和卡爾頓合併的嘗試失敗之後，UNM決定撤出ITV，格拉納達併購了UNM持有的大部分ITV特許經營權。但HTV雖然被UNM出售給卡爾頓，其製作部門則被售給格拉納達。英格蘭和威爾斯最後一個獨立ITV特許業者國界電視台在2000年被首都集團（Capital Group）併購，並在2001年出售給格拉納達。但國界電視的電台部門仍由首都廣播公司持有。

### 合併
2004年，格拉納達和卡爾頓合併，使得英格蘭和威爾斯的全部ITV特許經營權業者同屬一家公司。合併導致ITV出現攝影棚設施和製作部門人力過剩的問題。不同公司之間以前曾是競爭關係，但現在是同一集團。為節約成本，幾個大的地區性中心、攝影棚和節目部門進行撤併。泰恩提茲在泰恩河畔新堡、子午線在南安普敦、中部在諾丁漢、盎格利亞在諾維奇的攝影棚被關閉。ITV將這些區域的總部搬遷至新址，並啟用高科技設備用於製作新聞，但攝影棚數量和員工數都變得更少。

### 合併之後
儘管互為競爭對手，但格拉納達和卡爾頓在合併之前已經有共組合資企業的案例，包括在2002年破產的數位無線電視公司ITV數位。它們還擁有1998年12月開播的ITV2，以及ITV新聞台65%的股權。2004年4月，獨立電視公司購買了ITV新聞台剩餘的35%股權。同年11月，獨立電視公司從BSkyB購買兩者的合資公司格拉納達天空廣播的半數股權，並開播ITV3，以取代格拉納達+，退出衛星和收費電視市場。一年後，獨立電視公司開播了ITV4。然而由於多個問題，獨立電視公司在2005年12月23日停播ITV新聞台，其在Freeview上的空間被ITV4和CITV取代。
2005年4月27日，獨立電視公司以1.34億英鎊的價格從威爾斯第四台和UBM公司收購SDN。2006年4月，觀眾參與型頻道ITV Play開始播出。該頻道在2007年3月停播。2006年8月，獨立電視公司出售了其在TV3持有的45%的股權。

### 重組
2006年曾有眾多有關獨立電視公司的併購傳言。例如在2006年11月9日，NTL宣布正和獨立電視公司談判合併。2006年11月17日，英國天空廣播公司以9.4億英鎊併購獨立電視公司17.9%的股權，併購未能實現。這一行為激怒了NTL股東理查德·布蘭森，並且導致監管機構Ofcom進行調查。2006年12月6日，NTL宣布向公平交易辦公室投訴英國天空廣播的行為，並放棄併購獨立電視公司的嘗試。在NTL試圖併購獨立電視公司的同時，英國第五台的母公司RTL集團亦被傳出有意併購獨立電視公司，並可能和英國天空廣播進行股權交換。計劃內容是RTL將收購英國天空廣播在獨立電視公司的股份，作為交換，英國天空廣播將完全控制第五台。最後該交易沒有任何進展，RTL在2010年7月將英國第五台出售給Northern & Shell公司。
獨立電視公司在2009年出售了其部分非核心資產，如其在2005年12月收購的網站Friends Reunited。以及廣告公司Carlton Screen Advertising（現Wide Eye Media）。
2010年，獨立電視公司開始了一項名為「無線轉型計劃」的大型重組計劃。在嚴格的資金管理和成本管理下，部分目標在2012年已經實現，包括評級升高（從BB-升至BB+）、提高收視率、削減債務。
2013年12月，獨立電視公司出售了其在STV集團持有的股份（原本是卡爾頓在1999年收購的股份）。
2014年7月17日，英國天空廣播將其持有的獨立電視公司6.4%的股權出售給自由全球，價格4.81億英鎊。
2015年8月19日，ITV以1億英鎊的價格併購了UTV電視台，控制了15家獨立電視特許經營權業者中的13家（蘇格蘭的兩家業者不由其控制）。2016年7月，獨立電視公司將UTV愛爾蘭出售給維珍媒體。
2016年8月，獨立電視公司試圖以10億英鎊價格收購加拿大娛樂企業娛樂一體，但因價格原因被拒絕。
2017年，獨立電視公司併購英國製作公司世界製作的大部分股權。該公司是BBC電視劇《反腐先鋒》的製作公司。現在世界製作是ITV工作室的一部分。
2022年，獨立電視公司宣布將啟用英國第一個同時覆蓋廣告及訂閱的流媒體平台ITVX。這一服務將橫跨ITV的點播服務ITV Hub和BritBox。

## 公司运营

### 公司架构
独立电视公司划分为两大事业部门：
- ITV廣播&網路：負責電視網運營業務（包括由地方特許經營權業者運營的ITV新聞）
- ITV工作室：包括制作面向英国本土和国际市场的电视节目、ITV的設施，以及出口節目版權。

### 所属台站
独立电视公司通过ITV广播有限公司（ITV Broadcasting Ltd.）持有独立电视网15个特许经营权中的13个。STV集團持有蘇格蘭的2個特許經營權。兩者覆蓋了英國全國。独立电视公司持有英格兰与威尔士的所有牌照，以及海峡群岛和北爱尔兰的单一牌照：
| 播出区域                       | 电视台名称     | 电视台名称      | 原属母公司                            | 备注 |
| 播出区域                       | 原名           | 现名            | 原属母公司                            | 备注 |
| ------------------------------ | -------------- | --------------- | ------------------------------------- | --- |
| 西北英格兰地区                 | 格拉纳达电视台 | ITV格拉纳达     | 格拉纳达股份有限公司 （截至2004年）   | |
| 伦敦地区（仅限周末）           | 伦敦周末电视台 | ITV伦敦         | 格拉纳达股份有限公司 （截至2004年）   | 現仍是單獨的特許經營權，但實質上和倫敦平日的特許經營權一體播出。 |
| 东北英格兰地区                 | 泰恩提兹电视台 | ITV泰恩提兹     | 格拉纳达股份有限公司 （截至2004年）   | |
| 东英格兰地区                   | 盎格利亚电视台 | ITV盎格利亚     | 格拉纳达股份有限公司 （截至2004年）   | |
| 约克郡 / 林肯郡 / 诺福克郡北部 | 约克郡电视台   | ITV约克郡       | 格拉纳达股份有限公司 （截至2004年）   | |
| 英苏边界地区 / 曼岛            | 国界电视台     | ITV國界         | 格拉纳达股份有限公司 （截至2004年）   | 2009年7月15日之后，曼岛由ITV国界改为ITV格拉纳达的播出区域。 |
| 南英格兰 / 东南英格兰          | 子午线广播     | ITV子午线       | 格拉纳达股份有限公司 （截至2004年）   | |
| 伦敦地区（周一至周五）         | 卡尔顿电视台   | ITV伦敦         | 卡尔顿通信股份有限公司 （截至2004年） | 和倫敦週末的特許經營權一體播出。 |
| 英格兰中部地区                 | 中部独立电视台 | ITV中部         | 卡尔顿通信股份有限公司 （截至2004年） | |
| 西南英格兰地区                 | 西部电视台     | ITV西部         | 卡尔顿通信股份有限公司 （截至2004年） | 2009年，西部電視台和ITV西方合併為新的非特許經營權區域ITV西方和西部（ITV West & Westcountry）。該區域後更名為ITV西部（ITV West Country）。2014年1月1日開始，隨著威爾斯成為獨立區域，該服務成為擁有自己權益的特許經營權區域。                                                             |
| 西英格兰地区 / 威尔士          | 夏力电视台     | ITV威尔士和西部 | 卡尔顿通信股份有限公司 （截至2004年） | 舊名HTV，後更名為ITV威爾士和西部。該特許經營權是一個「雙區域」執照，一張執照包括兩個區域，且提供各自不同服務：ITV西方（現在是ITV西部的東部副區域）和ITV威爾士。2014年1月1日開始，雙區域執照分為兩個不同執照，包括威爾士的執照，以及西南英格蘭的執照（由之前的西方及西部執照合併而成）。 |
| 北爱尔兰                       | UTV电视台      | UTV电视台       | UTV传媒公司（截至2016年）             | |
| 海峡群岛                       | 海峡电视台     | ITV海峡电视     | 不適用                                | 2011年启用现名。 |

独立电视公司也是全国授权联播晨间新闻节目公司ITV早餐的唯一所有者；该公司最早也被称为GMTV，负责制作《早安英国》和《洛林》。

### 所属频道
除了主频之外，獨立電視公司所有的其它各頻道均由ITV數位頻道所有：
- ITV2
- ITV3
- ITV4
- ITV Quiz

各頻道均提供1小時的時移頻道和高清画质。